# レフ・オシャーニン
レフ・イワノヴィチ・オシャーニン （ロシア語: Лев Ива́нович Оша́нин、1912年5月30日 - 1996年12月31日）は、ソビエト連邦の詩人である。

## 経歴
1912年、ロシア帝国ルイビンスク生まれ。

## 作品
- 「道」  レフ・オシャーニン作詞、A.ノヴィコフ作曲、1945年
- 「全世界民主青年歌」 - レフ・オシャーニン作詞、関鑑子日本語訳詞、アナトリー・ノヴィコフ（ロシア語版）作曲、1947年
- 「国際学連の歌」 - レフ・オシャーニン作詞、東大音感合唱研究会日本語訳詞、ヴァノ・ムラデリ作曲、1949年
- 「連合軍の歌」（Песня объединённых армий） - レフ・オシャーニン作詞、ボリス・アレクサンドロヴィチ・アレクサンドロフ（ロシア語版）作曲、1958年
- 「心さわぐ青春の歌」- レフ・オシャーニン作詞、関忠亮日本語訳詞、アレクサンドラ・パフムートワ作曲、1958年
- 「ヴォルガ川は流れる（ロシア語版）」 - レフ・オシャーニン作詞、マルク・フラートキン（ロシア語版）作曲、1962年
- 「艦隊への道」（Дорога на флот） - レフ・オシャーニン作詞、ゲオルギー・モフセシャン（ロシア語版）作曲、1970年
- 「ぼくら青年」 - レフ・オシャーニン作詞、関鑑子日本語訳詞、S.トゥリコフ作曲